# Ich will nur dass du weißt
Ich will nur dass du weißt ist ein Lied des deutschen Musik-Duos SDP. Das Stück war zunächst Teil des siebten Studioalbums Zurück in die Zukunst und erlangte später in neu eingespielter Form, zusammen mit dem deutschen Popsänger Adel Tawil, als Singleauskopplung größere Bekanntheit.

## Entstehung und Artwork
Geschrieben wurde das Lied von den beiden SDP-Mitgliedern Dag-Alexis Kopplin und Vincent Stein (Beatzarre). Letzterer produzierte auch die Single. Die Single wurde unter dem Musiklabel Berliner Plattenbau veröffentlicht und durch Universal Music Publishing vertrieben. Auf dem Cover der Maxi-Single ist – neben Künstlernamen und Liedtitel – ein aus Papierkugeln zusammen gesetztes Herz, auf einem Holztisch neben weiteren Schreibutensilien, zu sehen.

## Veröffentlichung und Promotion
Die Erstveröffentlichung von Ich will nur dass du weißt erfolgte zunächst, in einer Soloversion, als Teil des siebten Studioalbums Zurück in die Zukunst am 22. Mai 2015 in Deutschland, Österreich und der Schweiz. Die Erstveröffentlichung der Maxi-Single erfolgte am 27. Juli 2015 als Download. Die Veröffentlichung eines physischen Tonträgers folgte rund einen Monat später am 21. August 2015 in allen deutschsprachigen Ländern. Die Maxi-Single wurde als 2-Track-Single veröffentlicht und beinhaltet die Solo- und Duett-Version von Ich will nur dass du weißt.

## Inhalt
Der Liedtext zu Ich will nur dass du weißt ist in deutscher Sprache geschrieben. Die Musik und der Text wurden gemeinsam von Dag-Alexis Kopplin und Vincent Stein verfasst. Musikalisch bewegt sich das Lied im Bereich der Popmusik. Im Original singen SDP das Lied alleine. Im Duett mit Tawil rappen die beiden hauptsächlich die Strophen und Tawil singt den Refrain. Im Lied geht es um eine Person, die nach einer Trennung der verlorenen Liebe nachtrauert.

„Ich will nur dass du weißt, wie oft ich Briefe an dich schreib.

Und sie wieder zerreiß, und dass ich Dich liebe und so’n Scheiß.

Ich will nur dass du weißt, wie oft ich Lieder für dich schreib,

und sie niemandem zeig, weil ich will dass niemand davon weiß.“

## Musikvideo
Das Musikvideo zu Ich will nur dass du weißt wurde in Berlin gedreht und feierte am 1. August 2015, auf YouTube, seine Premiere. Zu sehen sind Menschen unterschiedlichster Herkunft und Schichten, die alleine bestimmte Alltagssituationen meistern (unter anderem Beruf, Musik oder Sport). Die Gesamtlänge des Videos beträgt 3:23 Minuten. Regie führte Serge Mattukat. Bis Februar 2025 zählte das Video über 83,8 Millionen Aufrufe bei YouTube.

## Mitglieder
| Liedproduktion - Dag-Alexis Kopplin: Gesang, Komponist, Liedtexter - Vincent Stein (Beatzarre): Gesang, Komponist, Liedtexter, Musikproduzent - Adel Tawil: Gesang Unternehmen - Berliner Plattenbau: Musiklabel - BreitBildBandit: Filmproduzent (Musikvideo) - Universal Music Publishing: Vertrieb | Musikvideo - Nikolai Arnold: Schauspieler - Ali Bulgan: Schauspieler - Dag: Schauspieler - Rick Dommsch: Schauspieler - Michel Haebler: Schauspieler - Dorothee Krüger: Schauspieler - Janosch Leugner: Schauspieler - Serge Mattukat: Filmeditor, Kameramann, Regisseur - Nadja Mijthab: Schauspieler - Mandy Neukirchner: Schauspieler - Annina Nusko: Schauspieler - Marc Philipps: Schauspieler - Lukas Rudnicki: Schauspieler - Tatjana Schäffner: Schauspieler - Saskia Stolte: Schauspieler - Susanne von Zittwitz: Schauspieler - Anne-Marie Waldeck: Schauspieler - Maria Wendland: Regieassistent - Anne Wolf: Schauspieler - Paul Wollin: Schauspieler |

## Kommerzieller Erfolg

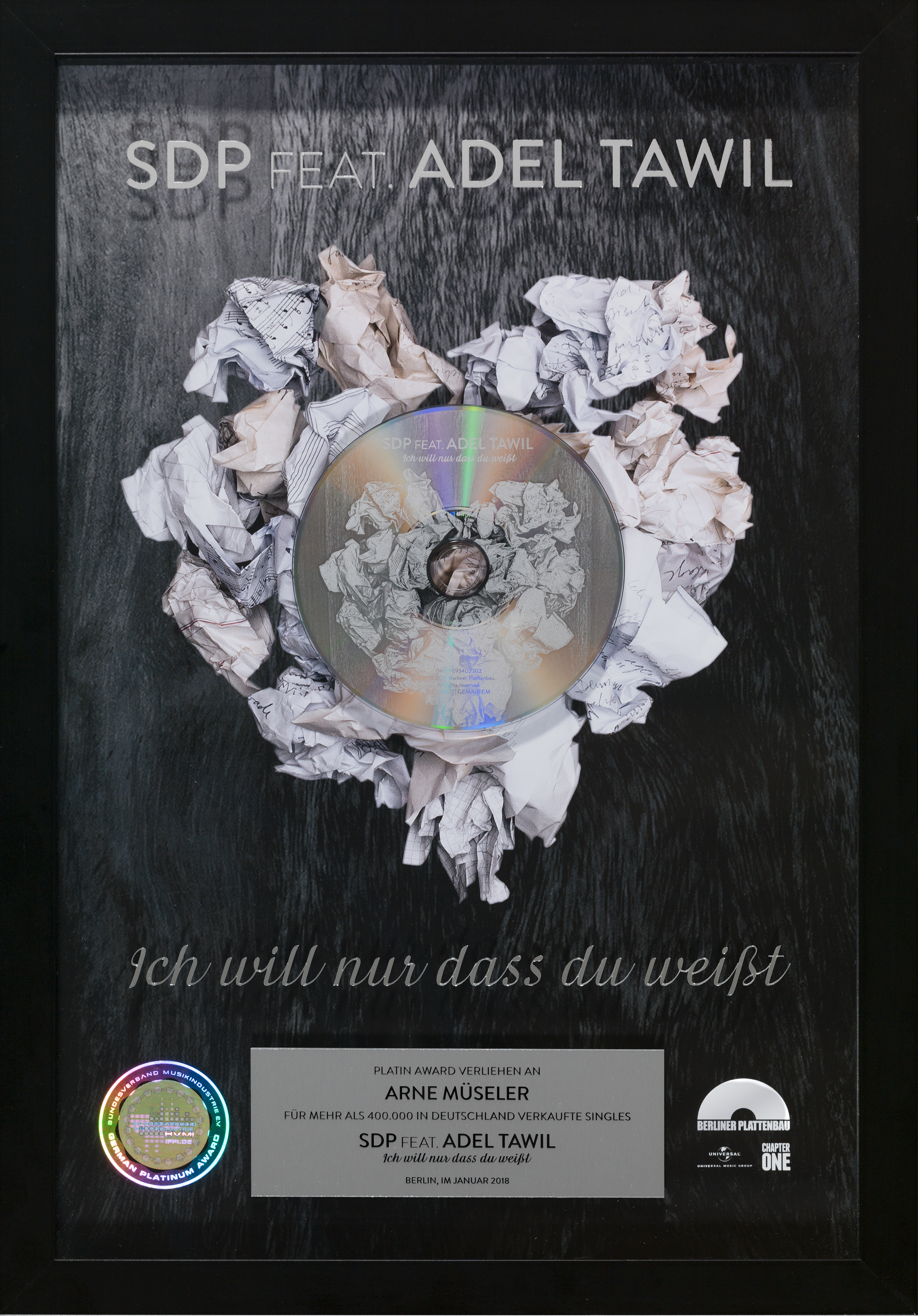
Platin-Schallplatte in Deutschland

### Chartplatzierungen
Ich will nur dass du weißt erreichte in Deutschland Rang 15 der Singlecharts und konnte sich 81 Wochen in den Charts platzieren, womit es zu den erfolgreichsten Dauerbrennern zählt. In Österreich und der Schweiz erreichte die Single in acht bzw. zwei Wochen Rang 41 der Charts. 2015 platzierte sich Ich will nur dass du weißt in den deutschen Single-Jahrescharts auf Rang 51. Im Folgejahr platzierte es sich auf Rang 77 sowie auf Rang 92 im Jahr 2023.
Für SDP ist dies der erste Charterfolg in Deutschland, Österreich und der Schweiz. Für Beatzarre und Kopplin als Autoren ist dies ebenfalls der erste Charterfolg. Für Beatzarre als Musikproduzent ist dies bereits sein 33. Charterfolg in Deutschland sowie der 30. Charterfolg in Österreich und der 21. Charterfolg in der Schweiz. Für Tawil als Interpret ist dies bereits der elfte Charterfolg in Deutschland, der achte in Österreich und der zehnte in der Schweiz.
| ChartsChartplatzierungen | Höchstplatzierung | Wochen |
| ------------------------ | ----------------- | ------ |
| Deutschland (GfK)        | 15 (81 Wo.)       | 81     |
| Österreich (Ö3)          | 41 (8 Wo.)        | 8      |
| Schweiz (IFPI)           | 41 (2 Wo.)        | 2      |

| ChartsJahrescharts (2015) | Platzierung |
| ------------------------- | ----------- |
| Deutschland (GfK)         | 51          |

| ChartsJahrescharts (2016) | Platzierung |
| ------------------------- | ----------- |
| Deutschland (GfK)         | 77          |

| ChartsJahrescharts (2023) | Platzierung |
| ------------------------- | ----------- |
| Deutschland (GfK)         | 92          |

### Auszeichnungen für Musikverkäufe
Im März 2023 wurde für Ich will nur dass du weißt in Deutschland eine doppelte Platin-Schallplatte für über 800.000 verkaufte Einheiten vergeben. Bereits 2016 erreichte das Lied Gold- und Platinstatus. Für SDP ist dies die erste Zertifizierung ihrer Bandkarriere. Sowohl für SDP als auch für Tawil ist dies der meistverkaufte Tonträger. Im gleichen Monat erreichte die Single Platinstatus für 30.000 verkaufte Einheiten in Österreich.
| Land/Region        | Auszeichnungen für Musikverkäufe (Land/Region, Auszeichnung, Verkäufe) | Verkäufe |
| ------------------ | ---------------------------------------------------------------------- | -------- |
| Deutschland (BVMI) | 2× Platin                                                              | 800.000  |
| Österreich (IFPI)  | Platin                                                                 | 30.000   |
| Insgesamt          | 3× Platin ·                                                            | 830.000  |

## Coverversionen
- 2016: Juan Magán (Quiero que sepas), der spanische DJ coverte das Lied in einer spanischen Version für seine gleichnamige fünfte EP Quiero que sepas.[13] Diese Fassung basiert auf dem am 20. November 2015 als Download erschienenen Remix des deutschen DJ B-Case.[14]